# Садиков, Юрий Васильевич
Юрий Васильевич Садиков (26 марта 1944 — 1979) — советский хоккеист, нападающий. Мастер спорта СССР.

## Биография
Воспитанник СК ЧТЗ. В сезоне 1960/61 играл в первенстве РСФСР за «Труд»-ЧТЗ. Восемь сезонов (1961/62 — 1968/69) провёл в составе «Трактора» — 303 игры, 107 (88+19) очков. Четыре сезона отыграл в чемпионате СССР.
Скончался в 1979 году.